# Phyllomacromia overlaeti
Phyllomacromia overlaeti – gatunek ważki z rodziny Macromiidae, opisany naukowo przez Henriego Schoutedena w 1934 roku. Gatunek ten występuje w Afryce Środkowej i Zachodniej, głównie na terenach leśnych w pobliżu zbiorników wodnych.

## Charakterystyka
Phyllomacromia overlaeti to średniej wielkości ważka, charakteryzująca się smukłym ciałem i długimi skrzydłami. Ubarwienie samców i samic różni się, co jest typowe dla wielu gatunków ważek. Samce mają intensywnie niebieskie lub zielone ubarwienie na tułowiu i odwłoku, podczas gdy samice są zazwyczaj brązowe lub żółtawe. Skrzydła są przeźroczyste z niewielkimi, ciemnymi plamkami na końcach.

## Występowanie
Gatunek ten występuje w Afryce Środkowej i Zachodniej, w krajach takich jak Kongo, Kamerun i Gabon. Preferuje tereny leśne w pobliżu rzek, strumieni i innych zbiorników wodnych, które są niezbędne dla rozwoju larw.

## Ekologia
Phyllomacromia overlaeti* jest gatunkiem związanym z wodą, ponieważ jej larwy rozwijają się w zbiornikach wodnych. Dorosłe osobniki są aktywne w ciągu dnia i polują na mniejsze owady, takie jak komary i muchówki. Ważki te odgrywają ważną rolę w ekosystemie, kontrolując populacje innych owadów.

## Status ochronny
Według Międzynarodowej Unii Ochrony Przyrody (IUCN) gatunek Phyllomacromia overlaeti jest klasyfikowany jako gatunek najmniejszej troski (LC – Least Concern). Nie są znane poważne zagrożenia dla populacji tego gatunku, choć utrata siedlisk w wyniku wylesiania może wpływać na jego liczebność.